# Berwick (város, Maine)
Berwick  város az USA Maine államában, York megyében. Lakosainak száma 7950 fő (2020. április 1.).

## Népesség
A település népességének változása:

| 2010 | 7 246 |
| 2020 | 7 950 |